# フィレンツオーラ
フィレンツオーラ（伊: Firenzuola）は、イタリア共和国トスカーナ州フィレンツェ県にある、人口約4,400人の基礎自治体（コムーネ）。

## 地理

### 位置・広がり

#### 隣接コムーネ
隣接するコムーネは以下の通り。括弧内のBOはボローニャ県所属を示す。
- バルベリーノ・ディ・ムジェッロ
- ボルゴ・サン・ロレンツォ
- カステル・デル・リーオ (BO)
- カスティリオーネ・デイ・ペーポリ (BO)
- モンギドーロ (BO)
- モンテレンツィオ (BO)
- パラッツオーロ・スル・セーニオ
- サン・ベネデット・ヴァル・ディ・サンブロ (BO)
- スカルペリーア・エ・サン・ピエロ

### 気候分類・地震分類
フィレンツオーラにおけるイタリアの気候分類 (it) および度日は、zona E, 2919 GGである。
また、イタリアの地震リスク階級 (it) では、zona 2 (sismicità media) に分類される。

## 行政

### 分離集落
フィレンツオーラには以下の分離集落（フラツィオーネ）がある。
- Borgo Santerno, Bruscoli, Casanuova, Castelvecchio, Castro San Martino, Coniale, Cornacchiaia, Covigliaio, Le Valli, Montalbano, Piancaldoli, Pietramala, Rifredo, San Jacopo a Castro, San Pellegrino, Valle Diaterna